# ФК Лех (Познан)
Колейови Клуб Спортови Лех Познан (на полски: Kolejowy Klub Sportowy Lech Poznań, S.A.) е полски футболен клуб от град Познан, Полша. Клубът носи името на Лех, легендарният основател на Полската нация.

## История
Клубът е създаден през 1922 г. като Лютня Дембец, по-късно сменя името си няколко пъти. От 1933 до 1994 година е тясно свързван с Полската Държавна Железница. В резултат на което получава прякора си Kolejorz (Колейож), което значи Железничарите на местния диалект. Дебютът на отбора в Първата Полска дивизия е през 1948 година. Най-бляскавият период на „Лех“ бил през ранните години на 1980 и 1990. „Лех“ печели Полската лига общо шест пъти, за последно през 2010 година. „Лех“ е най-популярният футболен клуб във Великополша.

## Предишни имена
| Години  | Име                                                                |
| ------- | ------------------------------------------------------------------ |
| 1922    | Лютня Дембец Lutnia Dębiec                                         |
| 1922    | Towarzystwo Sportowe Liga Dębiec                                   |
| 1925    | Towarzystwo Sportowe Liga Poznań                                   |
| 1930    | Klub Sportowy Kolejowego Przysposobienia Wojskowego Poznań Dworzec |
| 1933    | Klub Sportowy Kolejowego Przysposobienia Wojskowego Poznań         |
| 1945    | Kolejowy Klub Sportowy Poznań                                      |
| 1948    | Klub Sportowy Związku Zawodowego Kolejarzy Poznań                  |
| 1949    | Zrzeszenie Sportowe Kolejarz Poznań                                |
| 1957    | Klub Sportowy Lech Poznań                                          |
| 1957    | Kolejowy Klub Sportowy Lech Poznań                                 |
| 1994    | Poznański Klub Piłkarski Lech Poznań                               |
| 1998    | Wielkopolski Klub Piłkarski Lech Poznań                            |
| от 2006 | KKS Lech Poznań                                                    |

## Срещи с български отбори
„Лех“ се е срещал с български отбори в приятелски срещи.

### „Лудогорец“
С „Лудогорец“ се е срещал един път в приятелски мач на 10 февруари 2013 г. в испанския курортен град Марбеля като срещата завършва 2 – 1 за „Лех“.

## Успехи
- Екстракласа:
  -  Шампион (9): 1983, 1984, 1990, 1992, 1993, 2010, 2015, 2022, 2025
  -  Второ място (3): 2013, 2014, 2020
  -  Трето място (7): 1949, 1950, 1978, 2009, 2017, 2018, 2023
- Купа на Полша:
  -  Носител (5): 1982, 1984, 1988, 2004, 2009
  -  Финалист (5): 1980, 2011, 2015, 2016, 2017
- Суперкупа на Полша:
  -  Носител (6, рекорд): 1990, 1992, 2004, 2009, 2015, 2016
  -  Финалист (5): 1983, 1988, 2010, 2022, 2025
- I Лига:
  -  Шампион (3): 1960, 2001/02

## Международни
- Купа Пиано Карл Рапан:
  -  Носител (2): 1986, 1990

Голмайстори в Екстракласа: 9
 Теодор Аньола (1949 – 20, 1950 – 20, 1951 – 20)
 Мирослав Оконски (1983 – 15)
 Анджей Юсковяк (1990 – 18)
 Йежи Подброжни (1992 – 20, 1993 – 25)
 Пьотър Рейс (2007 – 13)
 Роберт Левандовски (2010 – 18)

## Българи
- Илиян Мицански: 2006/08 (12 мача - 0 гола)
- Кристиян Добрев: 2007 наем (8 мача - 0 гола)
- Александър Тонев: 2011/13 (54 мача - 6 гола)